# Stazione di Terrarossa-Tresana
La stazione di Terrarossa-Tresana era una fermata ferroviaria della ferrovia Pontremolese. Serviva il centro abitato di Terrarossa, frazione del comune di Licciana Nardi, e il limitrofo comune di Tresana.

## Storia

Veduta della stazione ferroviaria da una cartolina d'epoca

L'impianto venne inaugurato il 15 novembre del 1888 con la denominazione di "Licciana Terrarossa" in concomitanza con l'apertura del tratto Vezzano Ligure-Pontremoli della linea ferroviaria Parma-La Spezia.
Venne elevato a stazione il 1º novembre 1917 con conseguente sistemazione del segnalamento. Il 10 maggio 1923 assunse la sua definitiva denominazione, da "Licciana Terrarossa" a "Terrarossa-Tresana".
Tra il 1957 e il 1958 la stazione venne dotata di un nuovo apparato centrale elettrico a leve individuali costituito da 10 leve.
Riconvertito nuovamente a fermata durante gli ultimi anni di esercizio, l'impianto venne definitivamente chiuso l'11 settembre 2005 con l'attivazione del nuovo tratto a doppio binario tra il posto di passaggio Chiesaccia e la stazione di Santo Stefano di Magra, realizzato in variante, che comportò la dismissione del percorso originale.

## Strutture e impianti
La fermata disponeva di un fabbricato viaggiatori e di un binario, servito da banchina. Prima del declassamento esisteva un secondo binario per l'effettuazione di incroci, servito anch'esso da banchina e collegato alla prima per mezzo di un attraversamento a raso in cemento. Erano presenti anche altri edifici minori quali i servizi igienici e varie garitte. L'impianto era dotato anche di uno scalo merci, comprensivo di piano caricatore e binario tronco dedicato (non elettrificato).
In seguito alla dismissione il fabbricato viaggiatori venne adibito a presidio della protezione civile mentre la sede ferroviaria venne inizialmente disarmata e successivamente riconvertita in pista ciclopedonale.

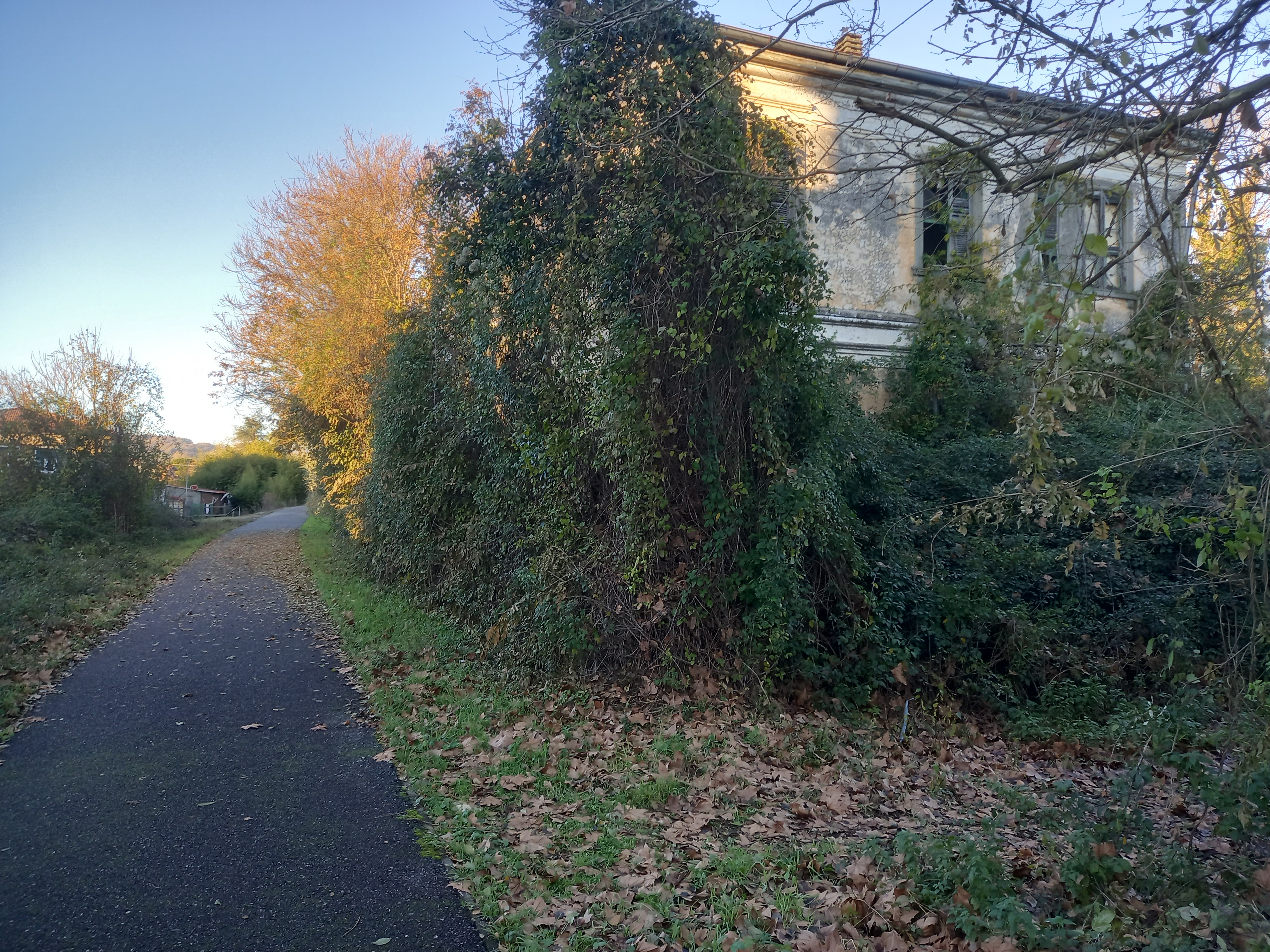
Fabbricato viaggiatori di Licciana-Terrarossa. Notare la sede ferroviaria riconvertita in pista ciclabile

Il fabbricato viaggiatori della precedente fermata, invece, versa in cattivo stato di conservazione ed è pressoché irriconoscibile, invaso dalla vegetazione spontanea.

## Servizi
La stazione disponeva di:
- Sala d'attesa
- Servizi igienici

## Interscambi
La stazione inoltre permetteva i seguenti interscambi:
- Fermata autolinee

## Galleria d'immagini

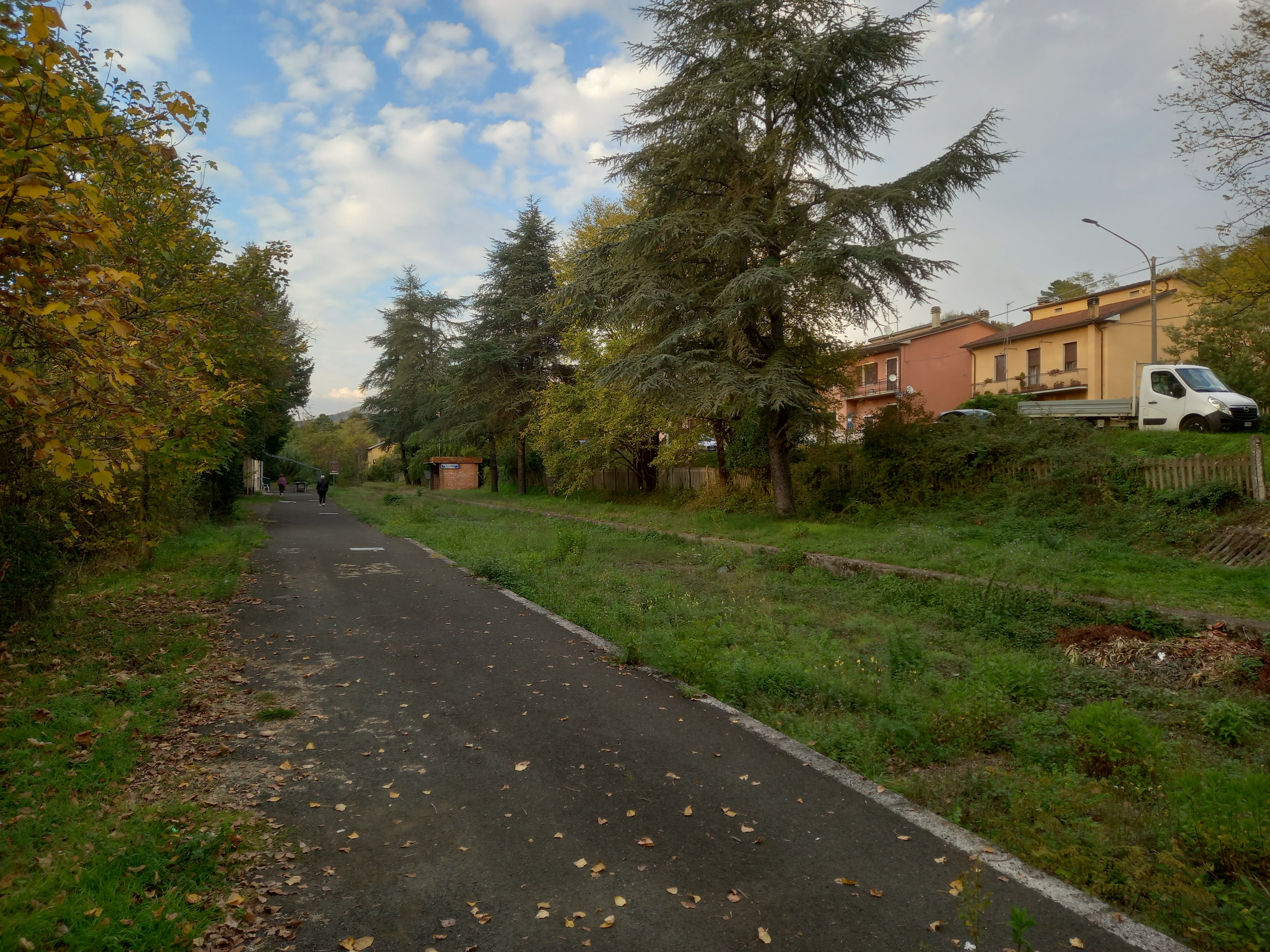
Vista del marciapiede e dell'ex sede ferroviaria disarmata, ora pista ciclopedonale
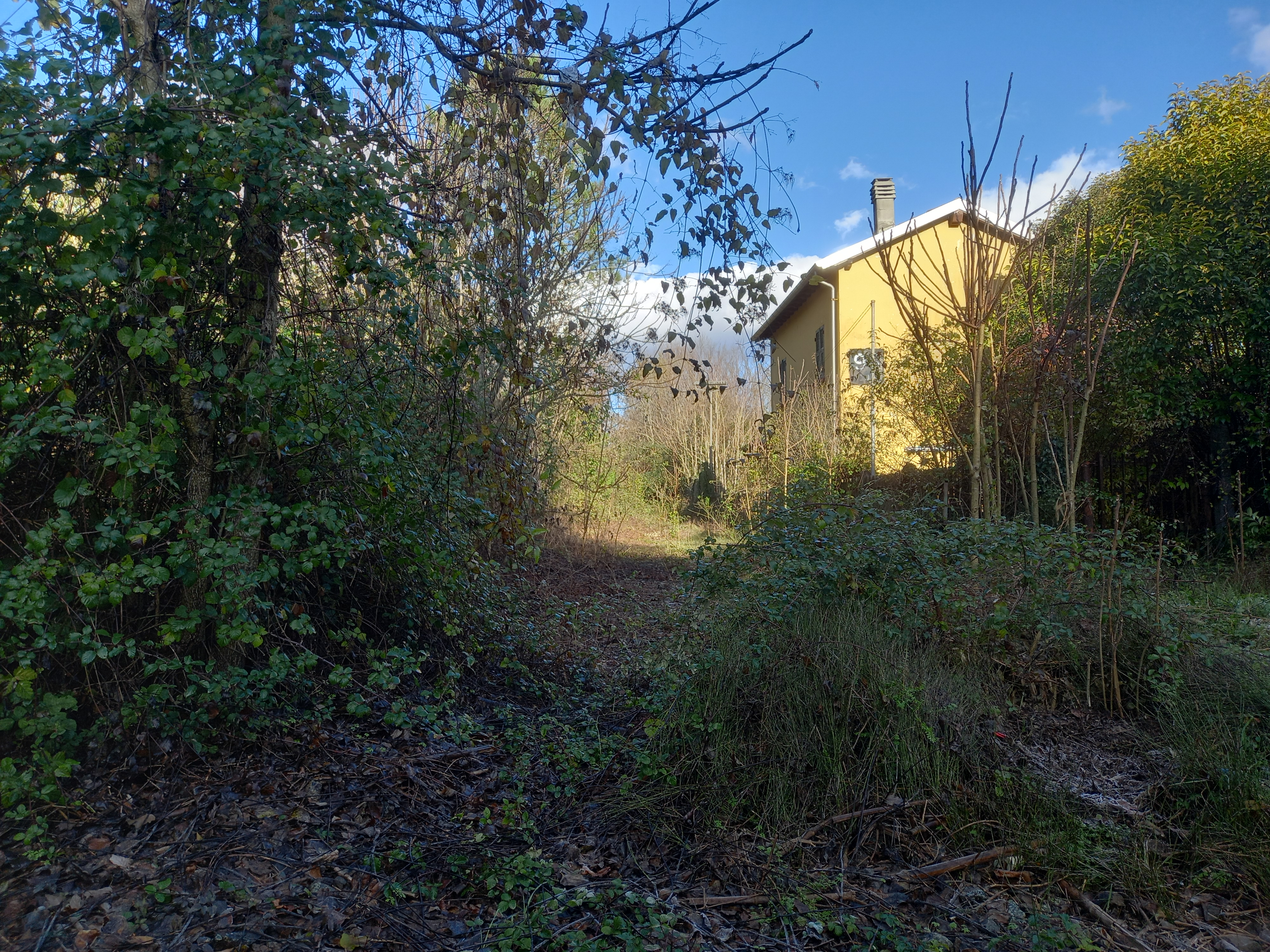
Casello abbandonato in direzione Parma
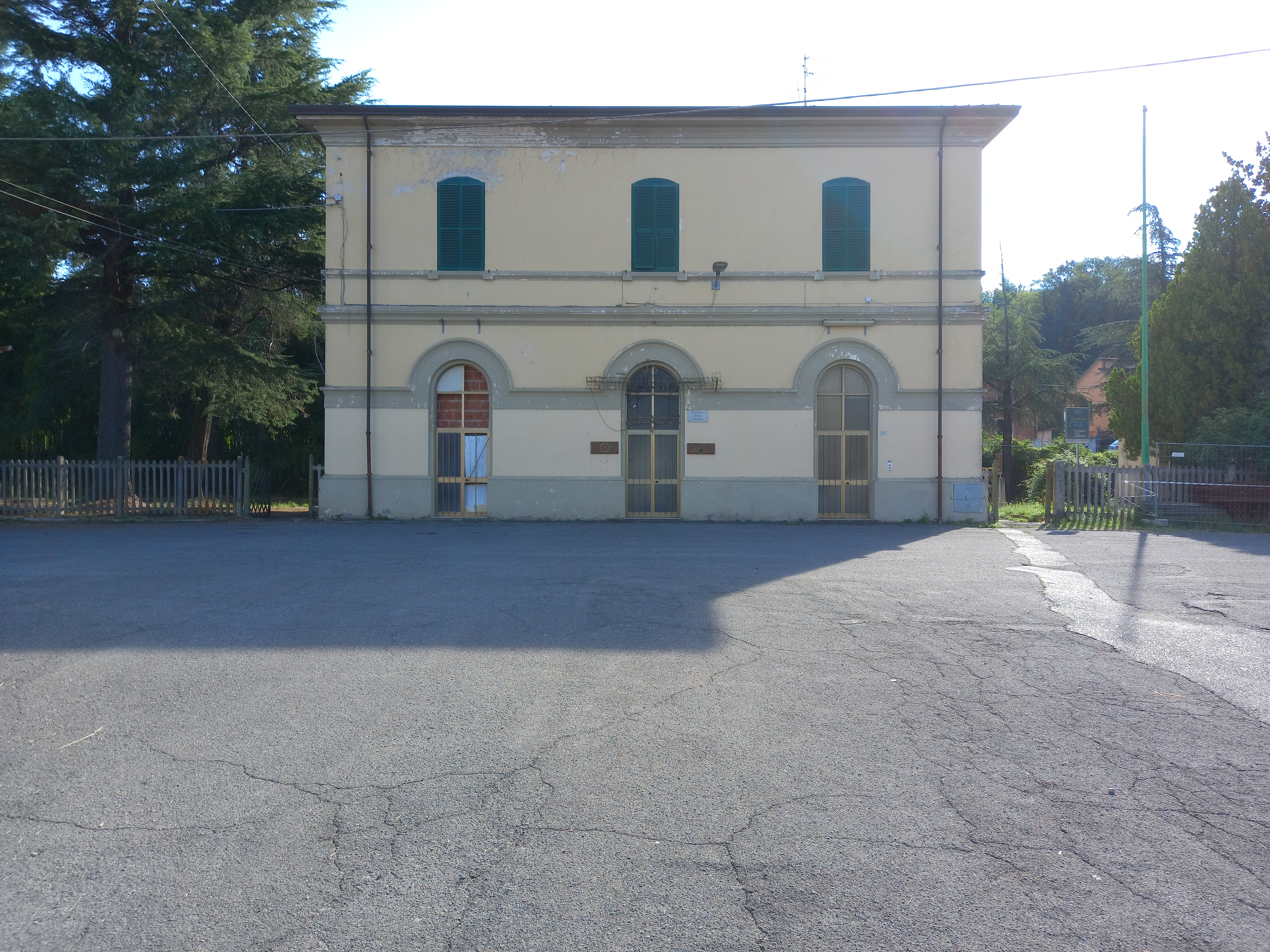
Fabbricato viaggiatori e piazzale esterno, utilizzato come parcheggio